# Thomas A. Sebeok
Thomas Albert Sebeok (9. listopadu 1920, Budapešť, Maďarsko – 21. prosince 2001, Bloomington, Indiana) byl filosof a lingvista, jeden z představitelů sémiotiky.
Roku 1937 emigroval do Spojených států, jejichž občanem se stal roku 1944. Je zakladatelem nového oboru zoosémiotika, který v druhé polovině 20. století rozšířil pojetí znaku.